# 都普金屬部件

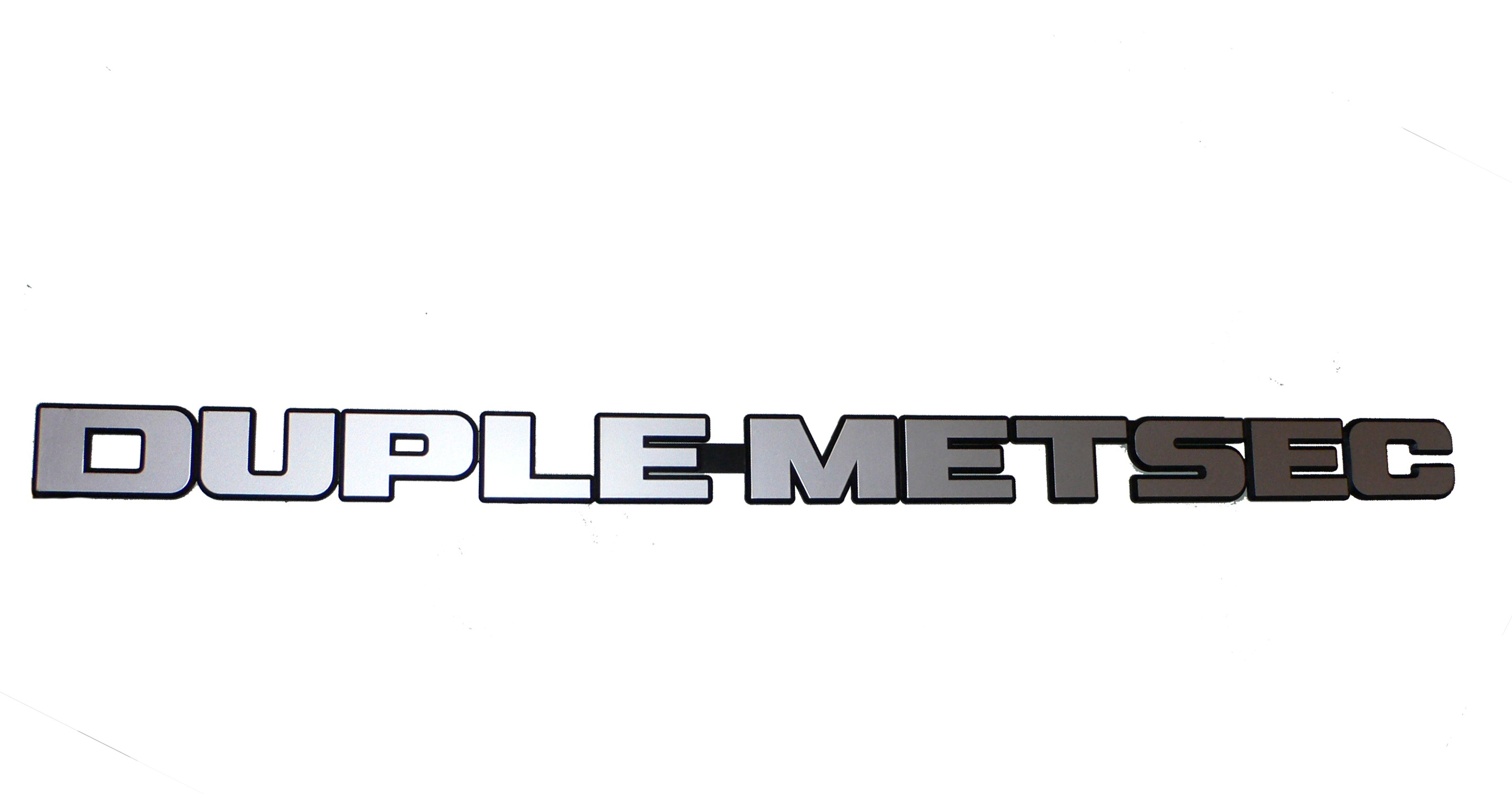
都普金屬部件的廠徽

都普金屬部件（Duple Metsec，香港的巴士迷普遍稱作都普），前稱金屬部件（Metal Sections），是英國一間已結業的巴士車身供應商，總部位於西米德蘭茲郡的伯明翰，主要業務是為英國以外的顧客提供巴士的車身部件。

## 歷史
都普金屬部件，源自Metal Sections（現稱Metsec plc）的巴士車身組件生產線，專門向巴士公司生產車身組件，然後由巴士公司自行裝配。Metal Sections巴士車身組件生產線於1980年代被都普車身廠（Duple Coachbuilders）收購，並於1983年成為了Hestair Group的附屬公司，Hestair亦是丹尼士車廠的母公司，從此Duple Metsec成為丹尼士車廠的姊妹公司。1989年，Duple Metsec成為Trinity Holdings的附屬公司，Trinity Holdings隨即關閉都普車身廠，都普金屬部件仍然運作。到了1998年，Trinity Holdings將都普金屬部件以及丹尼士車廠售予Mayflower Corporation。最後，都普金屬部件終於在2001年，Transbus International成立以後正式關閉，由改良型亞歷山大ALX500車身取代。其產品DM5000車身於次年生產完畢後停產。

## 都普金屬部件在海外

### 香港
從「Metal Sections」演變至「Duple Metsec」，都普金屬部件可說是在香港的老牌巴士車身供應商。打從1949年開始，Metal Sections已開始在香港落地生根。全香港第一輛雙層巴士－九龍巴士的「丹拿CVG5型」（即丹拿A型）便是採用Metal Sections車身。後來，Metal Sections不斷為香港的巴士公司供應不同的車身，從丹拿的CVG5型(丹拿A、B型)、CVG6型(丹拿C-F型)、丹拿珍寶、「佳牌」的亞拉伯UF型、亞拉伯四型及阿拉伯五型、「薛頓」(Seddon)的MK17/M/3、「亞比安」、VT23L型、CH13AXL型、EVK41XL型以及AEC大水牛等等。可是，在香港巴士公司於1970年代中期引入更美觀耐用的「亞歷山大」車身後，Metal Sections在香港的市場佔有率急遽下降。於是Metal Sections被都普收購後合併為都普金屬部件，都普金屬部件（當時已被都普車身製造商有限公司收購）於1970年代尾推出了改良型的車身，最先安裝在1981年至1982年出廠的九龍巴士共150輛丹尼士喝采型及中巴（後轉售新世界第一巴士）的最後20輛利蘭勝利二型底盤上。這些巴士車身擁有全面改良的外貌：車窗採用膠邊窗架、車身組件開始加入玻璃纖維材料；車身及車架大部分地方則仍以金屬為主。改良型推出後，受到各巴士公司歡迎。於是，其後所有來港的丹尼士巴士底盤，亦獲安裝上都普的車身。這些巴士計有九龍巴士的40輛統治者、所有的巨龍／禿鷹（九龍巴士樣辦車3N1-3，中華巴士DL2除外）、九龍巴士的20輛「通天巴士」獵鷹機場巴士及九龍巴士首兩批共40輛量產型飛鏢。
此外，於1959-1989年期間服役的第四代山頂纜車車廂，也是由Metal Sections生產。

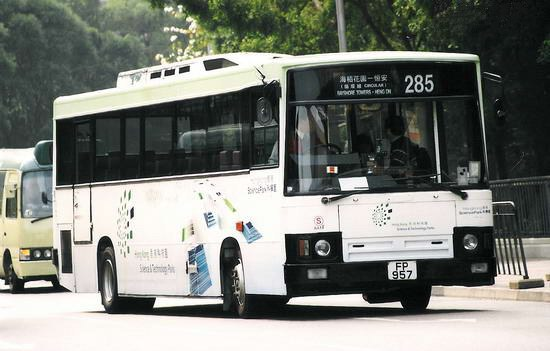
九龍巴士裝上都普車身的丹尼士飛鏢
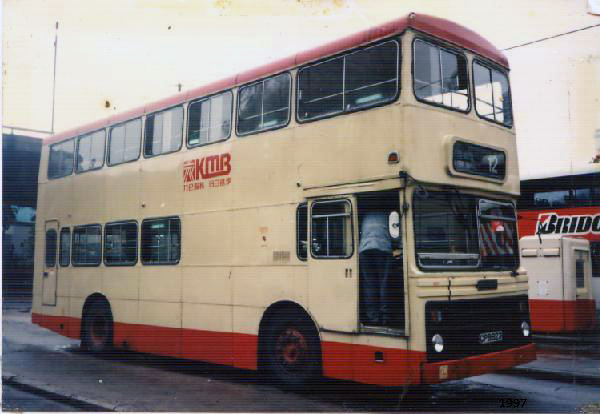
九龍巴士裝上都普車身的丹尼士喝采型
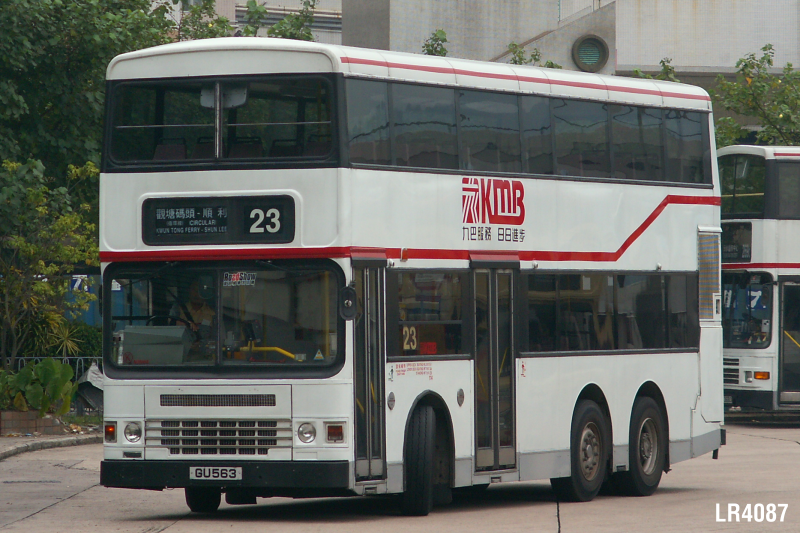
九龍巴士的巨龍9.9米空調巴士，全數選用都普車身
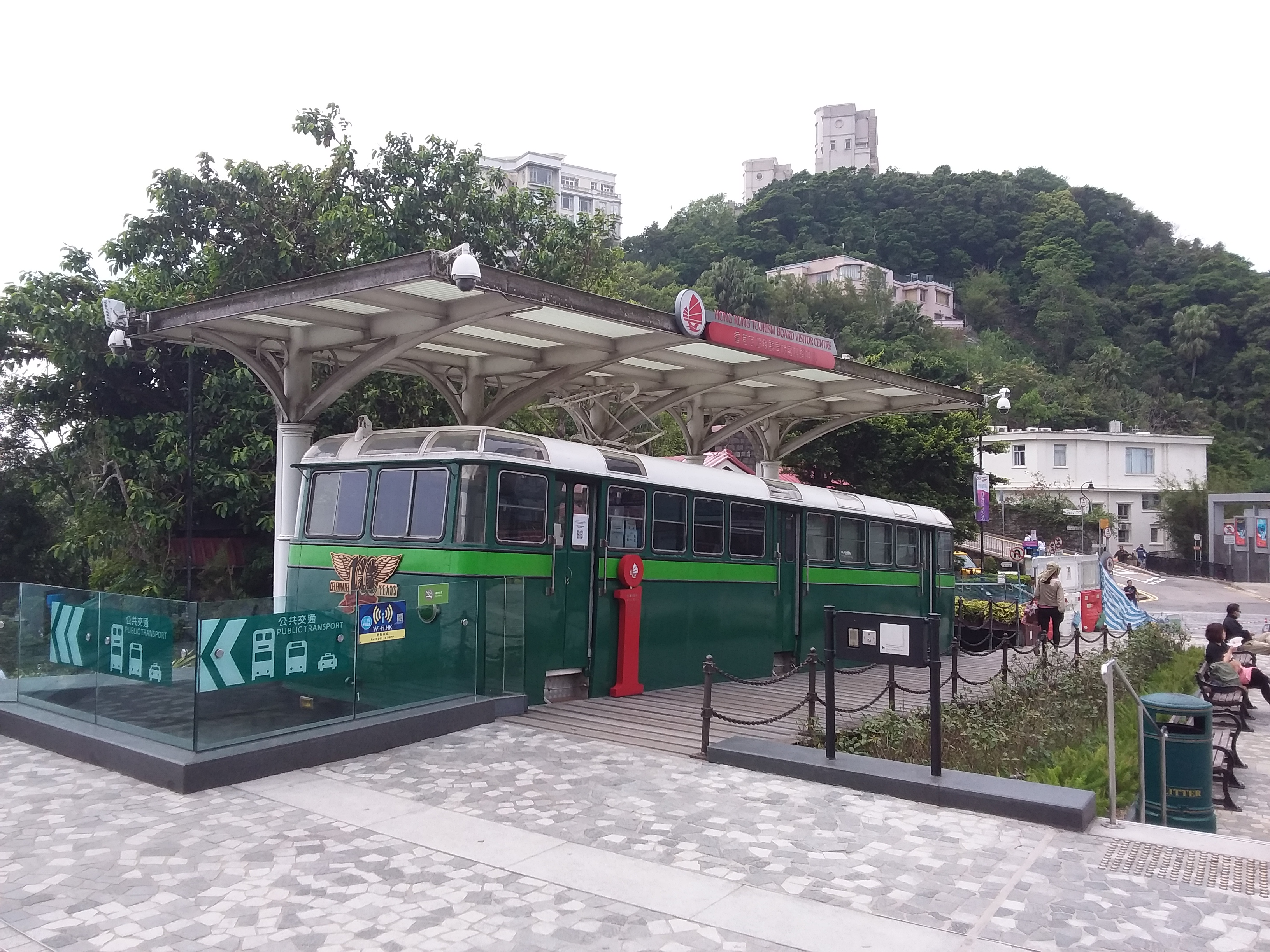
已退役的第四代山頂纜車綠色車廂

### 新加坡
新加坡巴士公司（現時的新捷運）早於1977年接觸都普金屬部件，當年新加坡巴士購入了20部利蘭亞特蘭大，部份巴士首次採用Metal Sections車身。1978年新加坡巴士再次購買了200輛利蘭Atlantean及150輛平治OF1413型單層巴士，部份首次裝上了都普金屬部件車身。自此，新加坡成為了都普金屬部件在海外最重要的市場之一。後來超過500輛富豪B10M巴士、500輛平治O405巴士、10輛丹尼士飛鏢巴士、及兩部試驗性行走，分別長14.5米的「超長巴士」和19米的「掛接巴士」（同為富豪B10M），都是採用都普金屬部件車身。

## 都普金屬部件DM5000

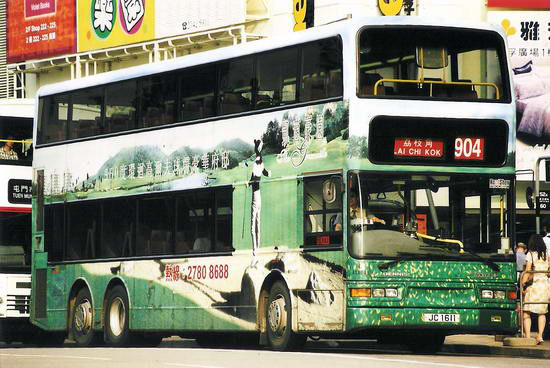
九龍巴士的丹尼士三叉戟三型部分裝有都普DM5000車身

都普金屬部件DM5000車身是特別為丹尼士三叉戟三型而設計的，香港的九龍巴士、龍運巴士、新世界第一巴士、城巴、新加坡巴士、加拿大的BC Transit及美國錦倫旅運亦有採用。它們都配上康明斯的歐盟二型／歐盟三型環保引擎及空調系統。雖然DM5000的銷售成績有不錯的表現，採用DM5000的地區更比其競爭對手亞歷山大ALX500為多，可是DM5000也是都普金屬部件的最後作品，當母公司於2001年改組為TransBus後，都普金屬部件作為一個獨立品牌也跟著終結。

## 資料來源
1. ↑  陳自瑜. . 北嶺國際有限公司. 1997年2月: 第142頁. ISBN 9629200104.